# Керр, Филип (писатель)
Филип Керр (англ. Philip Kerr, 22 февраля 1956, Эдинбург, Шотландия — 23 марта 2018) — британский писатель, известный в Европе и Америке как автор детективов. Под псевдонимом Ф. Б. Керр он создал серию детских книг — «Дети лампы».

## Биография
Родился 22 февраля 1956 года в Эдинбурге в семье баптистов. В автобиографии он рассказывал, что его мать происходит из клана Броди (один из самых древних кланов Шотландии).
После того, как родители переехали из Эдинбурга в Нортхемптон (город между Бирмингемом и Лондоном), с 1974 изучал право в Бирмингемском университете (где учился на юриста и закончил его в 1980-м со степенью магистра), затем поступил в аспирантуру в области права и философии, в течение которой он заинтересовался влиянием романтизма на философию права.
«Интересная философия права — немецкая,— говорит он , — поэтому, естественно, я отправился в Германию, в частности в Берлин».
После окончания института работал в качестве автора текстов также в таких рекламных агентствах и газетах, как «Sunday Times», «Evening Standard» и «New Statesman», однако ничего заметного в этой сфере не добился.
Свой первый роман «Мартовские фиалки» написал в 1989 году, с того времени написал более двадцати произведений, из которых 11 романов.
У Филиппа и его жены, писательницы-романистки Джейн Тинн (Jane Thynne) трое детей: Уильям, Чарли и Наоми. Уильям родился в 1993-м, Чарли в 1996-м и Наоми в 2004-м году. Все они являются поклонниками футбольного клуба «Арсенал».
Долгое время Филипп жил в доме в Уимблдоне. Когда-то этот дом принадлежал детям писательницы Джоан Айкен. Кроме того, он владеет домом в Корнуолле. Это бывший дом приходского священника, построенный в 1825 году.
Его любимыми авторами были: Редьярд Киплинг, Роберт Льюис Стивенсон и Джоан Айкен .
Увлекался игрой на гитаре и фортепиано.

## Творчество
Свои первые деньги Филипп Керр заработал написанием и сдачей в прочтение за деньги одноклассникам порнографических рассказов. Первое произведение «Герцогиня и ромашка» был написан под влиянием «Любовника леди Чаттерлей». «Герцогиня и ромашка» была обнаружена в руках одного из одноклассников, вследствие чего имя автора было обнародовано. Отец заставил Филиппа читать рассказы матери вслух как наказание. «Слава Богу, она выбежала из комнаты после нескольких предложений,— говорит писатель — но и это дало мне достаточное представление о силе слова».
В 1989 году был опубликован первый роман Керра — «Мартовские фиалки», являвшейся первой частью цикла о немецком сыщике Бернхарде Гюнтере. На момент издания писателю было 33 года. Успех книги позволил ему уйти из рекламного бизнеса и посвятить всё время литературе. Издательство «Penguin Books» пригласило Керра к сотрудничеству как составителя антологий («Книга лжи» — «The Penguin Book of Lies», 1990 и «Книга драк, вражды и сердечной ненависти: антология антипатии» — «The Penguin Book of Fights, Feuds, and Heartfelt Hatreds: An Anthology of Antipathy», 1992). Вместе с тем Керр уделял время написанию романов, а так же созданию сценариев для кинофильмов по своим произведениям. К 1993 году Филипп Керр по опросам читателей и критиков вошёл в двадцатку лучших британских писателей.
Первая «новая» книга, «Друг от друга» (2006), вызвала одобрение читателей, однако сам изложение уже несколько изменился, поскольку события происходят после войны. В произведении Берхард пытается пойти по следам эвакуации нацистов после падения их режима. В пяти «новых» поздних романах Керр отказался от хронологического порядка, и «Роковая Прага» (2011) возвращается обратно в 1942 год, в чешский город под командованием Рейнгарда Гейдриха.

## Циклы произведений
- «Берлинская ночь»/Berlin Noir:

1. «Мартовские фиалки»/March Violets(1989)
2. «Бледный преступник»/ The Pale Criminal (1990)
3. «Реквием по Германии»/ A German Requiem (1991)

- «Друг от друга»/ The One from the Other (2006)
- «Тихое пламя»/ A Quiet Flame (2008)
- «Если мёртвые не воскресают»/If the Dead Rise Not(2009)
- «Серое поле» /Field Grey (2010)
- «Роковая Прага» / Prague Fatale (2011)
- «Человек без дыхания»/ A Man Without Breath (2013);
- «Дети лампы» / Children of the Lamp

1. «Джинн в плену Эхнатона»/ The Akhenaten Adventure (2004)
2. «Джинн в вавилонском подземелье » / The Blue Djinn of Babylon (2005)
3. «Королевская кобра Катманду»/ The Cobra King of Kathmandu (2006)
4. «Джинн и воины-дьяволы»/ The Day of the Djinn Warrior (2007)
5. «Лесной глаз» / The Eye of the Forest (2009)
6. «Пять факиров с Файзабаду»/The Five Fakirs Of Faizabad (2010)
7. «Грабители могилы Чингисхана»/The Grave Robbers of Genghis Khan(2011)